# Pakukerto
Pakukerto is een bestuurslaag in het regentschap Pasuruan van de provincie Oost-Java, Indonesië. Pakukerto telt 5500 inwoners (volkstelling 2010).